# Zanjoneura agnesae
Zanjoneura agnesae är en insektsart som först beskrevs av Irena Dworakowska 1971.  Zanjoneura agnesae ingår i släktet Zanjoneura och familjen dvärgstritar.
Artens utbredningsområde är Etiopien. Inga underarter finns listade i Catalogue of Life.